# Белл, Дэвид Авром
Дэвид Белл (англ. David Avrom Bell; род. 17 ноября 1961, Нью-Йорк, Нью-Йорк) — американский историк-франковед, именной профессор Принстона. 14 лет провел в Университете Джонса Хопкинса, являлся деканом Школы искусств и наук. Член Американского философского общества и Американской академии искусств и наук, членкор Британской академии.
Сын социолога Даниела Белла.
Окончил Гарвард, бакалавр истории и литературы magna cum laude (1983), Phi Beta Kappa. В 1983-84 учился в Высшей нормальной школе в Париже. В 1984-85 репортер журнала The New Republic (Вашингтон).
В Принстоне получил степени магистра (1987) и доктора философии (1991), обе по истории. Его научным руководителем был Роберт Дарнтон. В 1990-91 лектор истории, в 1991-96 ассистент-профессор Йеля. Сразу затем ассоциированный профессор, а в 2000—2005 профессор истории Университета Джонса Хопкинса, именной профессор в 2005-10 и в 2007—2010 декан факультета Krieger School of Arts and Sciences.
В 2020—2024 директор именного Центра исторических исследований в Принстоне.
Весной 2025 года был приглашенным профессором в Коллеж де Франс.
Автор ряда книг, соредактор нескольких, переводился на шесть языков.
В 2020 году издательством Farrar, Straus and Giroux была выпущена его последняя книга «Мужчины на лошадях: сила харизмы в эпоху Революции», охарактеризованная в Journal of Modern History как «мгновенная классика». В труд вошли тематические исследования карьер Джорджа Вашингтона, Наполеона Бонапарта, Туссена Лувертюра и Симона Боливара.
Работает над проектом с предварительным названием «Открытие западного сознания: новая история Просвещения», который также должен выйти в Farrar, Straus and Giroux. Публиковался в Modern Intellectual History, French History.